# María Isabel Soldevila
María Isabel Soldevila Brea (Santo Domingo, 1977 ) es una periodista, académica, columnista, presentadora de televisión y escritora dominicana.

## Trayectoria
Cuando Soldevila tenía 18 años inició una pasantía en el Listín Diario. Después, estudió periodismo en la ciudad de Nueva York con una beca del Programa Fulbright en la Universidad de Columbia y donde obtuvo una maestría. En Francia estudió lengua y civilización francesa durante un año académico en la universidad de la Sorbona, París IV.
Soldevila trabajó posteriormente para el diario Hoy y la revista Rumbo. Fue editora jefe del diario el Listín Diario, el medio impreso más grande de República Dominicana. Desde septiembre de 2013 ha sido productora asociada y presentadora de las noticias en  la cadena NCDN. Soldevila también fue directora de la Escuela de Comunicación de la Pontificia Universidad Católica Madre y Maestra.
Desde febrero de 2017 es directora ejecutiva y directora de comunicación del Instituto de Estudios Europeos de la Universidad libre de Bruselas. Actualmente, también es becaria Knight Wallace de la Universidad de Míchigan.